# Abu Bakr Muhammad ibn Sirin al-Ansari
Abū Bakr Muḥammad Ibn Sīrīn al-Anṣārī, abbreviato in Muḥammad ibn Sīrīn (in arabo محمد بن سيرين‎?; Bassora, 653 – Bassora, 729), è stato un mistico arabo musulmano sunnita e pioniere nella interpretazione dei sogni nel mondo arabo.
Vissuto nell'Epoca d'oro islamica, fu imam e contemporaneo di Anas ibn Malik, Seguace del Profeta Maometto.
La sua attività letteraria comprende Ḥadīth, Fiqh (giurisprudenza islamica), Tafsir (esegesi coranica) e interpretazione dei sogni.

In tutti questi campi furono suoi Maestri: Anas b. Mālik, ʿAbd Allāh b. ʿAbbās, Abū Ḥurayra, Zayd b. Thābit, ʿAbd Allāh ibn ʿUmar, ʿAbd Allāh b. al-Zubayr, ʿImrān ibn Ḥuṣayn.

Ibn Sīrīn fu a sua volta maestro di Qatāda bin Diʿāma, di Khālid al-Ḥadhāʾ e di Ayyūb al-Sakhtiyānī. 
Il padre di Ibn Sīrīn esercitò la professione come rivenditore, finì in bancarotta e fu così imprigionato per debiti. Suo figlio ʿAbd Allāh pagò poi i suoi debiti..

## Biografia
Muḥammad ibn Sīrīn nacque due anni prima della fine del califfato di Othmàn ibn Affàn. Suo padre era un costruttore di vasi di rame presso la città di Jarjarāyā (in arabo  جرجرايا‎?, a sud-est di Baghdad). Secondo l'Encyclopaedia of Islam (Leida, E.J. Brill, 1971), vol. 3, p. 947, la madre di Ibn Sīrīn, Ṣafiyya - una schiava del califfo Abū Bakr - acquisì una tale considerazione sociale all'interno della comunità che quando morì, presenziarono al suo funerale tre mogli di Maometto e diciotto badrī (veterani della battaglia di Badr), guidati da Ubayy ibn Ka'b. 'Omar lo avrebbe inviato come dono ad Anas b. Mālik (una delle personalità più in vista di Medina, in quanto esperto massimo delle tradizioni di quella città, specialmente delle notizie relative alla vita e alle opinioni espresse da Maometto). Forse però Ibn Sīrīn sarebbe giunto a Medina per il tramite di un uomo di nome Ṭalḥa al-Bukhārī (nisba di Bukhāra, in Transoxiana) che, a sua volta, lo avrebbe dato a Mālik b. Anas.
Uno dei suoi lavori più famosi è Sogni e interpretazione.  A suo giudizio, esisterebbero tre tipi di sogni: 
- il sogno veritiero (Raḥmānī),
- il sogno che rappresenta un desiderio personale (Nafsānī),
- il sogno che proviene dal diavolo (Shayṭānī).

Questi diversi tipi di sogni suggeriscono diverse modi possibili per l'interpretazione di una stessa visione. La seconda edizione, rara e in italiano, della sua interpretazione dei sogni egiziani e persiani è stata tradotta dal latino all'italiano da Leone Tusco per il tramite del famoso chiromante Patrizio Tricasso (Paride da Ceresara), successore di Alessandro Bicharia, dove spiega di aver intenzionalmente omesso numerose esemplificazioni di sogni ispirati dallo stato d'animo soggettivo melanconico, oppure da demoni. Sembra che non ci siano pervenuti né il testo greco, il testo arabo né la traduzione di Tusco, e questa è stata la seconda delle tre edizioni (Expositione degli insonii secondo la interpretatione de Indi Persi et Egyptij) uscite in Italia nel XVI secolo, le altre due compaiono nel 1525 e nel 1551. Nel 1546, a Venezia esce Interpretazione de Sogni (8 volumi), tradotto dalla versione latina di Leone Tusco, a sua volta a prima impressione tradotta da Tricasso dal manoscritto greco in latino.

Tuttavia è al giorno d'oggi molto più conosciuto per la sua conoscenza nella spiegazione dei sogni.
Ibn al-Nadim sostiene che fu autore della Taʿbīr al-ruʾya (L'interpretazione delle visioni), e del Muntakhab al-kalām fī tafsīr al-aḥlām (Guida concisa per la interpretazione dei sogni), opera in forma ridotta (o diversa) della precedente. Essa fu pubblicata per la prima volta nel 1284 a Būlāq, ossia al Cairo (Egitto), nel 1874 a Lucknow e a Bombay (India) nel 1296 del calendario islamico. Fu quindi ripubblicato in tempi diversi in vari luoghi del mondo arabo, sotto titoli differenti. 

Tuttavia, questo lavoro attribuito a Ibn Sīrīn, presenta alcune incongruenze temporali: se Ibn Sīrīn morì nel 110 del calendario islamico, l'opera cita però l'imam al-Shafiʿī che morì nell'anno 204 dell'Egira e Isḥāq Ibrāhīm ibn ʿAbd Allāh al-Kirmānī, scomparso nel 400 dell'Egira. 
Fu grazie a lui che si hanno tuttavia notizie storiche e biografiche di un certo rilievo su ʿAbd Allāh ibn ʿUmar e Abū Ḥurayra, su Zayd b. Thābit, Anas b. Mālik, Yaḥyā ibn al-Jazzār, Surayh e altri.

Al-Baghdādī menziona anche ʿUbayda e Ibn Khallikan aggiunge anche i nomi di ʿAbd Allāh al-Zubayr e ʿImrān ibn Ḥuṣayn.
Dobbiamo a lui la versione letterale di ḥadīth citati da Ibn Saʿd, al-Nawawī, Ibn Ḥajar al-ʿAsqalānī. Quando gli venivano presentate due possibili interpretazioni riguardo alla religione islamica, Ibn Sīrīn optava sempre per quella più ortodossa e certa (Abū l-Faraj al-Iṣfahānī). Era contrario alla trascrizione e alla traduzione dei ḥadīth, di cui ammetteva soltanto quelle attribuite al Profeta ed esattamente riportate.
È stato descritto come:
- «uomo affidabile, costante, sublime, ingegnoso, giureconsulto, imâm, uomo di scienza e scrupoloso» (Ibn Saʿd, VII, p. 193).
- «Un imam, un uomo di legge, una autorità nell'onirocritica, un asceta e uomo di grande virtù (in arabo: al-muqaddam fî zuhd wa-l-wara)» (al-Nawawî).
- «Un'autorità, un faqīh e un imam di grande sapienza, un uomo affidabile e di uno scrupolo senza pari, un erudito in materia di interpretazione dei sogni»  (al-Dahbī)
- «Non ho visto un uomo di maggiore conoscenza nella sua pietà, né di una pietà più grande nella sua conoscenza di Maometto» (Ibn Saʿd, al-Iṣfahānī, al-Baghdādī, al-Dahbī, al-Yafiʿī)
- «In tutta questa zona, nessun uomo ha avuto la conoscenza di Muḥammad ibn Sīrīn in giurisprudenza» (Ibn Saʿd, al-Nawawī).

Abū Saʿīd al-Khudrī riporta di aver sentito pronunciare queste parole da Maometto: «Quando uno di voi ha una visione che gli piace, fategli sapere che emana da Allah. Così lo glorifica e parla alla gente». E in un'altra versione: «Lascialo parlare solo per gli intimi». E quando ha una visione che non gli piace, fargli sapere che emana semplicemente dal diavolo. A quel tempo cercava la protezione di Allah contro il suo male e si astenne dal parlarne. Così, non avrà alcun effetto dannoso su di esso«». Il ḥadīth è considerato autentico dagli esperti musulmani.
Uomo di qualità superiore, di grande statura e di immense capacità intellettuali, era considerato un uomo eccezionale. Secondo Ibn Saʿd la sua kunya era Abū Bakr e lo indica come schiavo di Anas ibn Malik.

Era legatissimo a sua madre. Non ha mai alzato la voce davanti a lei, parlandole. Secondo un parente di Ibn Sīrīn, era solito rivolgersi rispettosamente a sua madre (al-Iṣfahānī). Dette i natali a cinque figli di entrambi i sessi: Muḥammad, Yaḥyā, Karīma e Umm Salīm. Altri fratelli citati sono: Maʿbad e Anas, così come il nome delle sorelle era: ʿAmra, Sawda, la cui madre venne ceduta a Sīrīn dal suo padrone Anas ibn Mālik, che lo chiamò Anas ibn Sîrîn.
Ibn Saʿd riferisce complessivamente i nomi di nove fra fratelli e sorelle Ibn Sīrīn, compreso Muḥammad.
Secondo al-Nawawī, il numero dei fratelli raggiungeva la cifra di 23, alcuni dei quali raggiunsero una fama particolare. «Muḥammad ibn Sīrīn, Yaḥyā ibn Sīrīn, Maʿbad ibn Sīrīn, Anas ibn Sīrīn e Ḥafṣa bint Sīrīn, sono tutti sicuramente affidabili (in arabo: kulluhum thiqatun) », afferma al-Baghdâdî.

Secondo Ibn Khallikān, Ibn Sīrīn, padre di Muḥammad, venne riscattato e divenne lo schiavo di Anas ibn Mâlik; Fu uno degli schiavi catturati durante la Battaglia di 'Ayn al-Tamr, dove fu fatto prigioniero da Khalid ibn al-Walid.
In definitiva, tutte le fonti disponibili concordano sul fatto che il padre di Ibn Sirin fu fatto prigioniero da [Khalid] Ibn al-Walîd, che fosse uno schiavo (Ibn Sa‘d; Ibn Habîb; al-Baghdâdî...), e riferiscono il suo matrimonio con Ṣafiyya, una schiava di Abū Bakr ibn Abī Quhāfa (Abū Bakr, primo califfo dell'Islam). Le rimase sempre fedele per tutta la vita, sembra anche nei suoi sogni e pensieri più personali (al-Baghdādī). Questa donna, madre di trenta figli, sopravvisse alla morte di suo marito, secondo Ibn Saʿd.
Morì all'età di 77 anni, nell'anno 110 dall'Egira, corrispondente all'anno 728 del calendario gregoriano.